# Nowe Mieczysławy
Nowe Mieczysławy – wieś w Polsce położona w województwie warmińsko-mazurskim, w powiecie ostródzkim, w gminie Miłakowo.
W roku 1973 wieś należała do powiatu morąskiego, gmina Miłakowo, poczta Włodowo.
W latach 1975–1998 miejscowość administracyjnie należała do województwa olsztyńskiego.